# ویکتور (بازیکن فوتبال، زاده ۱۹۷۴)
ویکتور (انگلیسی: Víctor؛ زادهٔ ۱۷ آوریل ۱۹۷۴) بازیکن فوتبال اهل اسپانیا است.
از باشگاه‌هایی که در آن بازی کرده‌است می‌توان به باشگاه فوتبال رئال مادرید سی، باشگاه فوتبال رئال مادرید، باشگاه فوتبال رئال وایادولید، باشگاه فوتبال رئال مادرید کاستیا، باشگاه فوتبال لگانس، باشگاه ورزشی تنریف، و باشگاه فوتبال ویارئال اشاره کرد.
وی همچنین در تیم ملی فوتبال اسپانیا بازی کرده‌است.